# 中角駅
中角駅（なかつのえき）は、福井県福井市中角町にある、えちぜん鉄道三国芦原線の駅（無人駅）。駅番号はE31。

## 歴史
- 1928年（昭和3年）12月30日：三国芦原電鉄の福井口 - 芦原（現在のあわら湯のまち駅）間の開業に伴い[2][3]、中角駅開設[1]。
- 1942年（昭和17年）9月1日：京福電気鉄道が三国芦原電鉄を吸収合併[4]、同社の三国芦原線の駅となる[2]。
- 1964年（昭和39年）9月15日：貨物用側線を廃止[5]。
- 1973年（昭和48年）8月1日：駅業務を無人化（無人駅）[3][5]。同時に列車交換設備も廃止[3]。
- 1990年（平成2年）12月12日：三国芦原線九頭竜川橋梁（新）完成[5]。新橋梁新線に切り替えと同時に駅を西側へ移転。
- 2001年（平成13年）6月24日：越前本線（当時）での事故のため、全線運行休止となる[6][7]。
- 2003年（平成15年）
  - 2月1日：駅施設をえちぜん鉄道に譲渡[6]。
  - 7月20日：運行再開に伴い、駅の使用を再開[6]。

## 駅構造
線路の東側に単式1面1線のホームを有し、双方向の電車が同一のホームから発車する。待合室があるほかは、ホームに上屋はない。
福井方から、えちぜん鉄道の中でも最長となる九頭竜川を跨ぐ九頭竜川橋梁（267m、268mとするものもある）に隣接している。ホームは盛土上（地平部からは10mほどの高さ）にあるため、堤防下からは階段を昇降する必要がある。そのため、バリアフリーには対応していない。
朝の福井行きの快速列車は通過する。また、低床ホームは設置されていないため、2016年に相互乗り入れを開始した福井鉄道福武線への直通列車は全列車が通過する。
かつては九頭竜川橋梁と駅の間の堤防上を道路が通っており、そちらからも出入りできたが、堤防下道路へ迂回する斜路が設けられたことにより、堤防下道路を跨ぐ人道跨道橋と堤防上の踏切が撤去された。

## 利用状況
1日の平均乗降人員は以下の通りである。
| 乗降人員推移 | 乗降人員推移 |
| 年度         | 1日平均人数  |
| ------------ | ------------ |
| 2011年       | 64           |
| 2012年       | 71           |
| 2013年       | 72           |
| 2014年       | 69           |
| 2015年       | 76           |
| 2016年       | 86           |
| 2017年       | 92           |
| 2018年       | 82           |

## 駅周辺
東に向かって集落が広がっているが、ほかは見渡す限り九頭竜川の堤防や田園地帯が続く。堤防沿い東へ400メートルほどの先に芦原街道（旧・福井県道5号福井加賀線）があり、北はあわら市まで通じているが、対岸の福井市新田塚方は旧・中角橋が老朽化で撤去され中角歩道橋に架け替えられたため車で対岸へ向かうにはさらに堤防沿い東へ100メートルほど先の嶺北縦貫道（現在の福井県道5号福井加賀線）の天池橋を渡る必要がある。
東に1kmほどの場所に仁愛女子短期大学、同付属幼稚園、ならびに天池河川公園があるが、これらはハピラインふくい線の森田駅が最寄りとなる。
- 九頭竜川
- 中角集落センター
- 福井県道5号福井加賀線

## 隣の駅
えちぜん鉄道
■三国芦原線
□快速（上りのみ）・■普通（福武線直通列車のみ）
通過
■普通
新田塚駅 (E30) - 中角駅 (E31) - （（臨）仁愛グランド前駅） - 鷲塚針原駅 (E32)